# Edvin Hagberg
Carl Edvin Hagberg, född 31 juli 1875 i Torpa, Kungsör, död 1 september 1947 i Maria Magdalena församling, Stockholm, var en olympisk seglare.
Edvin Hagberg tävlade i 1908 års Olympiska spel i London, där han var med i besättningen i en båt i 8-metersklassen, som kom till finalen och blev femma. I 1912 års olympiska seglingar i Nynäshamn var han rorsman i den tremannabesättning som kom på fjärde plats i 6-metersklassen med Gustaf Cedergrens Sass, med Olof Mark som skeppare. 
Edvin Hagberg var senare med i Sveriges Olympiska Kommitté. Han är begravd på Norra begravningsplatsen utanför Stockholm.